# Henckelia walkerae
Henckelia walkerae là một loài thực vật có hoa trong họ Tai voi (Gesneriaceae). Loài này có ở Sri Lanka; được George Gardner mô tả khoa học đầu tiên năm 1846 dưới danh pháp Chirita walkerae ('walkeri'). Năm 2011, D.J.Middleton & Mich.Möller chuyển nó sang chi Henckelia. Các tác giả cũng hiệu chỉnh lại tính từ định danh từ walkeri thành walkerae, do George Gardner đã chỉ rất rõ ràng rằng loài cây ông mô tả được đặt tên theo họ của bà Walker (vợ của Edward Walker - người giúp đỡ, hỗ trợ ông trong giai đoạn 1836-1841 tại Ceará, Brasil), vì thế chính xác nó phải là 'walkerae' theo Điều 60.11 của ICBN (McNeill et al., 2006).